# Киран Рид
Киран Рид (енгл. Kieran Read; 26. октобар 1985) је професионални новозеландски рагбиста који је 2013. проглашен за најбољег рагбисту на свету.

## Биографија
Висок 193 цм, тежак 112 кг, Рид игра на позицији број 8 - Чеп (енгл. Number 8). У каријери је играо за Кантербери у ИТМ Куп и за рагби јунион тим Крусејдерси у Супер рагби лиги. За репрезентацију Новог Зеланда одиграо је 80 тест мечева и постигао 19 есеја.